# Shechen
| Tibetische Bezeichnung                   |
| ---------------------------------------- |
| Tibetische Schrift: ཞེ་ཆེན་                |
| Wylie-Transliteration: zhe chen          |
| Aussprache in IPA: [ɕetɕẽ]               |
| Offizielle Transkription der VRCh: Xêqên |
| THDL-Transkription: Zhechen              |
| Andere Schreibweisen: Shechen            |
| Chinesische Bezeichnung                  |
| Traditionell: 協慶寺、雪謙寺             |
| Vereinfacht: 协庆寺、雪谦寺              |
| Pinyin:Xiéqìng Sì, Xuěqiān Sì            |

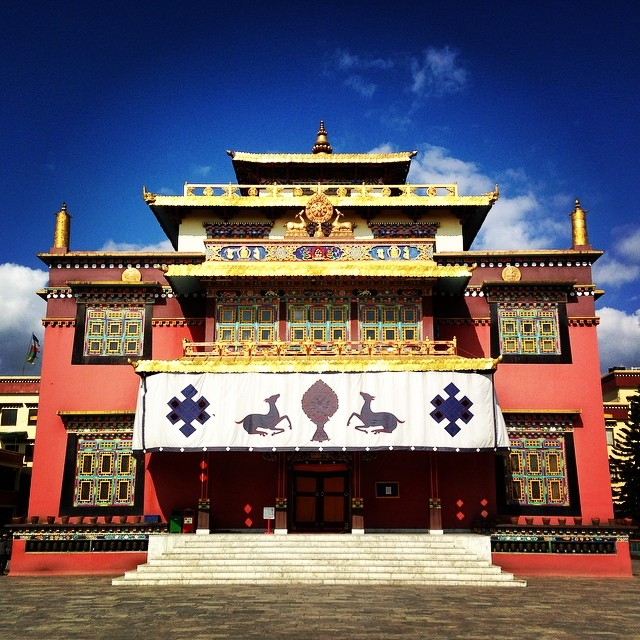
Das Shechen-Kloster war Ausgangspunkt für die Gründung von 160 weiteren Klöstern dieser Tradition.

Die Shechen-Tradition (tib.: zhe chen) ist eine Richtung der Nyingma-Schule des tibetischen Buddhismus. Shechen zählt neben Kathog, Pelyül, Dzogchen, Mindrölling, und Dorje Drag zu den sogenannten „Sechs großen Sitzen“ der Nyingma.

## Kloster Shechen
Als Gründer der Shechen-Tradition gilt Rabjam Tenpe Gyeltshen (tib.: rab 'byams bstan pa'i rgyal mtshan; 1650–?), ein Schüler des 5. Dalai Lama, der auch als 1. „Shechen Rabjam“ (tib.: zhe chen rab 'byams) bekannt wurde. Der 2. Shechen Rabjam Gyurme Künsang Namgyel (tib.: 'gyur med kun bzang rnam rgyal; 1713–1769) gründete 1735 dann das Kloster Shechen in Dêgê, Kham.  
Das Shechen-Kloster war Ausgangspunkt für die Gründung von 160 weiteren Klöstern dieser Tradition und wurde aufgrund seiner Bedeutung schnell zu den „Großen Sitzen der Nyingma“ gezählt. Das Stammkloster und 110 der Nebenklöster wurden in den 1950er Jahren zerstört. Das Shechen-Kloster selbst wurde inzwischen aber wieder aufgebaut. In Indien wurde in Bodhgaya, dem Ort an dem Buddha Shakyamuni Erleuchtung erlangte, ein Exilkloster errichtet. Auch an der Bodnath-Stupa in Kathmandu/Nepal steht ein bedeutendes Exilkloster dieser Tradition.

## Lehrer
Die Shechen-Tradition hat viele große buddhistische Meister hervorgebracht, darunter den Shechen Gyeltshab, den Shechen Kongtrül und Mipham Rinpoche. Auch Dilgo Khyentse und Chögyam Drungpa wurden in den Lehren dieser Tradition unterwiesen. Die Tradition unterweist in allen klassischen Lehren die für die Nyingma-Tradition typisch sind. Darunter haben die Lehren zu Dzogchen, der „großen Vollkommenheit“ eine herausragende Bedeutung.